# آرنه جون فيتلسين
آرنه جون فيتلسين (بالنرويجية البوكمول: Arne Johan Vetlesen)‏ هو فيلسوف وبروفيسور نرويجي، ولد في 10 سبتمبر 1960 في أوسلو في النرويج.